# Beep Beep
Beep Beep (kor. 뛰뛰빵빵 Ttwittwippangppang) – czwarty minialbum południowokoreańskiej grupy BtoB, wydany 17 lutego 2014 roku przez Cube Entertainment. Płytę promował utwór o tym samym tytule. Sprzedał się w nakładzie 39 993 egzemplarzy w Korei Południowej (stan na luty 2019).

## Tło
8 lutego 2014 roku Cube Entertainment opublikowało indywidualne zdjęcia członków BtoB oraz listę utworów z minialbumu. 12 lutego 3 zwiastuny filmowe z fragmentem utworu tytułowego. 16 lutego ukazał się teledysk do utworu „Beep Beep”, a dzień później minialbum został oficjalnie wydany.

## Lista utworów
| CD | CD                                                        | CD                            | CD                               | CD                                             | CD      |
| Nr | Tytuł utworu                                              | Tekst                         | Kompozycja                       | Aranżacja                                      | Długość |
| -- | --------------------------------------------------------- | ----------------------------- | -------------------------------- | ---------------------------------------------- | ------- |
| 1. | „Ttwittwippangppang” (kor. 뛰뛰빵빵, ang. Beep Beep)      | Brave Brothers                | Brave Brothers, Elephant Kingdom | Brave Brothers, Elephant Kingdom, Lee Jung-min | 3:28    |
| 2. | „Kkeutnan geongayo” (kor. 끝난 건가요, ang. Broken Heart) | Lee Chang-geun, Lee Seung-woo | Lee Kyu-hoon                     | Lee Kyu-hoon, Song Young-min, Lee Ki-yong      | 3:52    |
| 3. | „Yeoboseyo” (kor. 여보세요, ang. Hello)                   | Team One Sound                | Team One Sound                   | Team One Sound                                 | 3:05    |
| 4. | „Hello Mello”                                             | Ilhoon, Minhyuk               | Ilhoon, Minhyuk, Big SsanCho     | Seo Jae-woo, Big SsanCho                       | 3:40    |
| 5. | „Kkeutnaji anheul (Melody)” (kor. 끝나지 않을 (Melody))   | Hyunsik, Changsub, Eunkwang   | Hyunsik, Changsub, Eunkwang      | Seo Jae-woo                                    | 4:21    |

## Notowania
| Lista                    | Pozycja |
| ------------------------ | ------- |
| Gaon Weekly Album Chart  | 1       |
| Gaon Monthly Album Chart | 7       |
| Gaon Yearly Album Chart  | 58      |